# Municipio de Villa de Pozos
El municipio de Villa de Pozos es uno de los 59 municipios del estado mexicano de San Luis Potosí. Fue establecido el 23 de julio de 2024 a partir de un territorio secesionado del municipio de San Luis Potosí. Su cabecera es la localidad de Villa de Pozos.

## Historia
El municipio de Villa de Pozos fue fundado originalmente en el siglo XIX a partir de la población de Villa de Pozos, una localidad establecida en el siglo XVI. El 10 de octubre de 1946 el municipio de Villa de Pozos fue disuelto y su territorio incorporado al municipio de San Luis Potosí.
En 2022 se presentó una solicitud al Congreso del Estado de San Luis Potosí para restablecer el municipio de Villa de Pozos, con el respaldo de 31 mil habitantes de la demarcación. En 2023 se realizó un plebiscito sobre la secesión. En el referéndum, el 79.8 % de los votos fueron a favor de la creación del municipio. El 23 de julio de 2024 la LXIII Legislatura del congreso estatal aprobó la creación del municipio de Villa de Pozos, con 21 votos a favor, una abstención y la ausencia de cinco diputados. La superficie del municipio es de 147 km² y cuenta con una población de 148 mil habitantes.
El municipio de Villa de Pozos será regido por un concejo municipal hasta la celebración de elecciones para conformar su ayuntamiento en 2027.